# Акула мако
Акула мако (Isurus oxyrinchus), наричана също късопера мако, е голяма акула от разред Ламноподобни. Заедно с подобната дългопера мако (Isurus paucus) е прието да носят общото име „акула мако“.

## Описание
Размерите на възрастните екземпляри са в границите между 1,80—3,20 m и тегло от 60 до 400 kg. Най-големият документиран уловен екземпляр е с дължина 3,96 m и 794 kg. Женските екземпляри са по-едри и имат по-голяма продължителност на живота. Окраската е синя на гърба и бяла по корема.
Акулите мако са сред най-бързите и активни акули в океана (регистрирана скорост от 74 km/h). Мако могат да скачат високо над водата (6-8 метра). Средната продължителност на живота все още не е добре проучена, но се смята, че е между 11 и 23 години.

## Разпространение
Акулите мако могат да се срещнат в умерени и тропични води в целия Световен океан. Обикновено живеят далеч от сушата и достигат до дълбочина от 150 m.
Предполага се, че изминават голямо разстояние в търсене на плячка или брачен партньор. През 1998 г. е уловен екземпляр в централната част на Тихия океан, маркиран в Калифорния, което означава че е изминал над 2780 km.

## Хранене
Мако е агресивен хищник и се храни с всякакви по размер риби, други акули и делфини. Рибата тон, сардините и рибата меч са сред основните части от менюто му.
Поради своята голяма агресивност и размер се счита за опасна за хората акула. Регистрирани са предизвикани и непредизвикани нападения над хора, две от които завършили с фатален край. В някои случаи е записано как акулата скача в лодката от водата, главно при спортен риболов.

## Размножаване
Мако е живородна акула. Ражда от 4 до 6 малки с размери от 70 cm.